# Ротунда (Арджеш)
Ротунда (рум. Rotunda) — село у повіті Арджеш в Румунії. Входить до складу комуни Корбень.
Село розташоване на відстані 147 км на північний захід від Бухареста, 50 км на північ від Пітешть, 126 км на північний схід від Крайови, 84 км на південний захід від Брашова.

## Населення
За даними перепису населення 2002 року у селі проживали 775 осіб, усі — румуни. Усі жителі села рідною мовою назвали румунську.